# Бронепалубные крейсера типа «Газелле»
Бронепалубные крейсера типа «Газелле» — тип бронепалубных крейсеров, входивших в состав Императорских ВМС Германии в 1900-х — 1910-х гг. Участвовали в морских сражениях Первой мировой войны, в ходе которой погибло 3 корабля данного типа. Часть оставшихся в строю единиц продолжило службу в Рейхсмарине вплоть до середины 1930-х.

## История создания и особенности конструкции

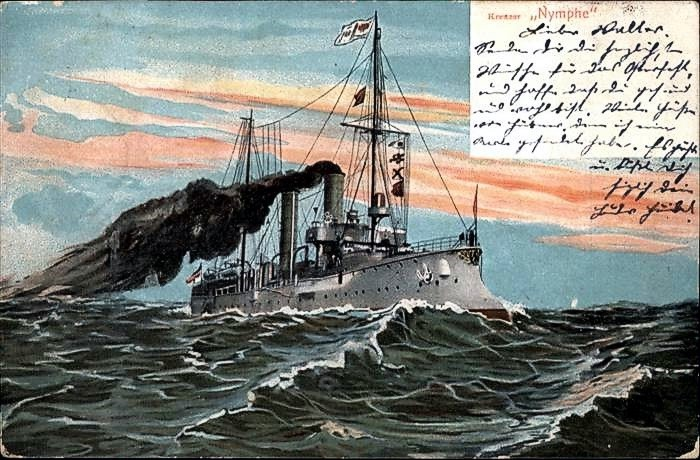
SMS Nymphe на почтовой открытке неизвестного автора

Бронепалубные крейсера типа «Газелле» являлись продолжением линии развития кораблей этого класса в германском флоте, начало которым положили крейсера типов «Буссард», «Гефион» и «Хела». Спроектированные в период с 1895 по 1896 годы, они должны были совместить в себе роли крейсера для заморской службы и крейсера-разведчика при эскадре («скаута»). Крейсера должны были нести более сильное вооружение, чем предназначенные для службы в колониях британские крейсера типа «Пелорус» и французские типа «Д’Эстре». «Газелле» и «Ниоба» имели стандартное водоизмещение 2360 тонн, нормальное 2643 и полное 2963 тонны. Вторая серия имела нормальное водоизмещение 2654—2659 тонн и полное 3006 — 3028 тонн. Третья — нормальное 2706 тонн, полное 3112 — 3158 тонн. Иногда первые два корабля выделяют в тип Газелле, а сама серия называется «Нимфа», кроме того третья серия на 0,2 м шире. На «Газелле» и «Ниоба» применялась обшивка подводной части деревом и мунц-металлом, на остальных крейсерах от этого отказались. Корабли имели штатную численность экипажа четырнадцать офицеров и 243 нижних чинов, кроме последних трёх экипаж которых составлял 14 офицеров и 256 нижних чинов.

### Вооружение
Корабли были вооружены десятью 10,5 см SK L/40 орудиями в одиночных установках. Два из них были помещены бок о бок впереди на баке, шесть были расположены в средней части судна, три с каждой стороны, и два были помещены бок о бок на корме. Пушки могли поражать цели на дальностях до 12 200 м. Боекомплект составлял 1000 выстрелов (100 снарядов на ствол), на трёх последних кораблях увеличен до 1500 выстрелов, или 150 на ствол. Крейсера были также оснащены торпедными аппаратами: на «Газелле» было три 45 см ТА с восемью торпедами, носовой был подводный и два были установлены на палубе. Остальные имели два 45 см траверсных подводных аппарата с запасом из пяти торпед.

### Бронирование
Броневая палуба являлась главной защитой крейсеров. Горизонтальный участок палубы имел толщину 20-25 мм, скосы опускавшиеся к бортам имели толщину 50 мм. Палуба в носу и корме крейсера была ниже ватерлинии, для перехода применялись 80 мм травезы. Боевая рубка имела толщину стенок 80 мм, а крыши — 20 мм. Щиты орудий главного калибра были толщиной 50 мм.

### Силовая установка
Силовая установка судов состояла из двух машин тройного расширения, и все котлы были водотрубные с угольным отоплением, на этом сходство оканчивалось. На «Газелле» стояли четырёхцилиндровые паровые машины тройного расширения мощностью 6000 л. с. и восемь котлов Никлосса с поверхностью нагрева 1454 м², оказавшихся полностью неудачными. На «Нимфе», «Тетисе» и «Ундине» четырёхцилиндровые паровые машины тройного расширения мощностью 8000 л. с., на остальных трёхцилиндровые паровые машины тройного расширения мощностью 8000 л. с. На «Ниобе» стояли восемь котлов Торникровта с поверхностью нагрева 2020 м² и рабочим давлением 15 атм. На «Нимфе» стоял один однотопочный котёл морского типа и девять двухтопочных водотрубных котлов военно-морского типа (системы Шульца), вырабатывающие пар с рабочим давлением 15 атм. с поверхностью нагрева 2300 м², на остальных крейсерах стояло девять котлов военно-морского типа (18 топок, поверхность нагрева около 2300 м²).
Водотрубные котлы типа Торникрофта по удельному паросъёму (количество пара, полученное с единицы площади нагрева) были в 1,75 раз эффективнее котлов цилиндрического типа и в 1,15 раза водотрубных котлов военно-морского типа (системы Шульца), на основе конструкции котлов Шульца и котлов Торникрофта были разработаны котлы Шульца-Торникрофта, которые впоследствии стали стандартными котлами военно-морского типа.
На «Газелле», «Ниобе» и «Нимфе» было по три генератора, общей мощностью соответственно 73, 99 и 122 кВт, на остальных крейсерах было три генератора, которые производили электроэнергию общей мощностью 110 киловатт при напряжении 110 вольт.
Проектная скорость «Газелле» составляла 19,5 узлов, остальные крейсера должны были развить 21,5 узлов. «Газелле» превзошла свою проектную скорость показав 20,2 узла.
Не прослужив и пяти лет котлы Никосса на «Газелле» были заменены на восемь однотопочных котлов Шульца-Торникрофта вырабатывающие пар с рабочим давлением 13 атм. и поверхностью нагрева 1928 м².

## История службы
До Первой мировой войны крейсера были участниками многих событий. Во время Венесуэльского кризиса 11 декабря 1902 года «Газелле» захватил канонерскую лодку Restaurador, которая пополнила Кайзеровский флот.
К началу Первой мировой войны данный тип считался устаревшим. Однако, несмотря на это, крейсера типа «Газелле» использовались в самых разных операциях на море. «Аркона» была переоборудована в минный заградитель (200 мин). «Ундина», «Амазон», «Тетис» и «Нимфа» использовались как учебные. Остальные служили в охране прибрежной зоны, в основном на Балтийском море.
28 августа 1914 года в ходе боя в Гельголандской бухте артиллерийским огнём британских линейных крейсеров был потоплен «Ариадне», на котором погибло 64 моряка. 7 ноября 1915 года на Балтике от двух торпед британской подводной лодки Е-19 погиб «Ундине» (вместе с кораблем погибло 14 членов экипажа). В ходе Ютландского сражения торпедами британского крейсера «Саутгемптон» потоплен «Фрауэнлоб». Потери экипажа составили 324 человека.
После окончания Первой мировой войны согласно условиям Версальского мирного договора Германии были оставлены наиболее старые и изношенные крейсера, в числе которых оказались и пять крейсеров типа «Газелле» плюс один («Медуза») в качестве блокшива. Все они были выведены из состава флота в течение 1920-х — 1930-х годов.

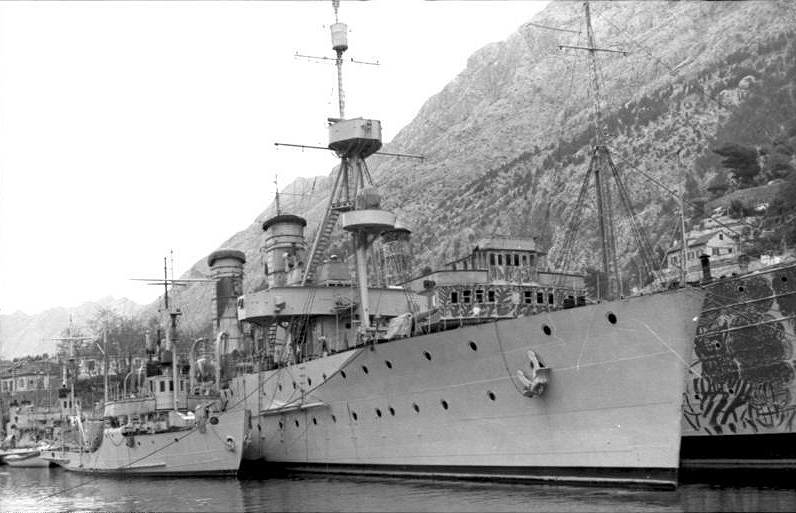
Югославский крейсер «Далмация» (бывший немецкий Niobe, позже использовался итальянцами как Cattaro, затем немцами как Niobe)

«Ниобе» был продан Югославии, где получил название «Далмация». В 1941 году захвачен итальянцами, вступил в состав Королевских ВМС Италии под названием «Каттаро». После выхода Италии из войны захвачен немцами и введён в строй Кригсмарине. 19 декабря 1943 года крейсер сел на мель у побережья острова Силба. В ночь на 22 декабря британские торпедные катера «МТВ-298» и «МТВ-276» атаковали корабль. В крейсер попало две торпеды, было убито 17 человек, а 16 ранено. В 1952 году разобран на металл.

## Список кораблей типа[10]
| Название      | Верфь-строитель                  | Дата закладки | Дата спуска на воду | Дата вступления в состав флота | Дата вывода из состава флота/гибели | Судьба                                                                                   |
| ------------- | -------------------------------- | ------------- | ------------------- | ------------------------------ | ----------------------------------- | ---------------------------------------------------------------------------------------- |
| SMS Gazelle   | Germaniawerft, Киль              | 1897          | 31 марта 1898       | 6 октября 1900                 | 1920                                | Исключен из списков флота                                                                |
| SMS Niobe     | AG Weser, Бремен                 | 1898          | 18 июля 1899        | 25 июня 1900                   | 1925                                | В 1925 г. продан Югославии, получил название «Далмация»                                  |
| SMS Nymphe    | Germaniawerft, Киль              | 1898          | 21 ноября 1899      | 20 сентября 1901               | 1931                                | Исключен из списков флота                                                                |
| SMS Thetis    | Kaiserliche Werft Danzig, Данциг | 1899          | 3 июля 1900         | 14 сентября 1901               | 1929                                | Исключен из списков флота                                                                |
| SMS Ariadne   | AG Weser, Бремен                 | 1899          | 10 августа 1900     | 18 мая 1901                    | 28 августа 1914                     | Погиб в бою в Гельголандской бухте                                                       |
| SMS Amazone   | Germaniawerft, Киль              | 1899          | 6 октября 1900      | 15 ноября 1901                 | 1931                                | Исключен из списков флота                                                                |
| SMS Medusa    | AG Weser, Бремен                 | 1900          | 5 декабря 1900      | 26 июля 1901                   | 3 мая 1945                          | Использовался как блокшив, разрушен в доке во время налета американской авиации на Киль. |
| SMS Frauenlob | AG Weser, Бремен                 | 1901          | 22 марта 1902       | 17 февраля 1903                | 31 мая 1916                         | Потоплен в Ютландском сражении торпедами британского крейсера «Саутгемптон»              |
| SMS Arcona    | AG Weser, Бремен                 | 1901          | 22 октября 1902     | 12 мая 1903                    | 1930                                | Исключен из списков флота                                                                |
| SMS Undine    | Howaldtswerke, Киль              | 1901          | 11 декабря 1902     | 5 января 1904                  | 7 ноября 1915                       | Потоплен торпедами британской подводной лодки E-19                                       |

## Оценка проекта
По соображениям немецких адмиралов, малые крейсера должны были вести разведку для линейных эскадр, борьбу с лёгкими силами противника, уничтожать вражескую морскую торговлю, лидировать флотилии эскадренных миноносцев и нести службу стационаров в иностранных водах в мирное время, а при случае выступать и в роли минных заградителей и носителей самолетов. Поэтому по скорости хода они не должны были уступать эсминцам, а по артиллерии и бронированию — равноценным кораблям противника. Сверх того, их полагалось снабжать устройствами для постановки мин, платформами для гидросамолетов, большими погребами для боеприпасов, ёмкими топливными цистернами и бункерами, и наконец: механизмы крейсеров должны быть пригодными для длительного плавания.
| ТТХ бронепалубных крейсеров      |                                                   |                                                   |                                                   |                                        |                                                |                                   |
| Характеристики                   | «SMS Gazelle»                                     | «SMS Nymphe»                                      | «SMS Frauenlob»                                   | «Пелорус»                              | «Новик»                                        | «Д’Эстре»                         |
| Год закладки                     | 1897                                              | 1898                                              | 1901                                              | 1895                                   | 1900                                           | 1897                              |
| Год ввода в строй                | 1900                                              | 1901                                              | 1903                                              | 1897                                   | 1901                                           | 1899                              |
| Размерения, м (Д×Ш×О)            | 105,1×12,2×5,53                                   | 105,1×12,2×5,44                                   | 105,1×12,4×5,61                                   | 95,55×11,13×3,7                        | 110,1×12×5                                     | 95×12×5,39                        |
| Водоизмещение, т                 | 2643                                              | 2659                                              | 2706                                              | 2169                                   | 3080                                           | 2428                              |
| Вооружение                       | 10 — 10,5-см, 8 — 3,7-см, ТА 2×1 — 45-см          | 10 — 10,5-см, 8 — 3,7-см, ТА 2×1 — 45-см          | 10 — 10,5-см, 8 — 3,7-см, ТА 2×1 — 45-см          | 8 — 102-мм, 8 — 47-мм, ТА 2×1 — 356-мм | 6 — 120-мм, 6 — 47-мм, ТА 5×1 — 380-мм         | 2 — 138-мм, 4 — 100-мм, 8 — 47-мм |
| Бронирование, мм                 | Палуба — 20…25, скосы — 50, щиты — 50, рубка — 80 | Палуба — 20…25, скосы — 50, щиты — 50, рубка — 80 | Палуба — 20…25, скосы — 50, щиты — 50, рубка — 80 | Палуба — 20…51, щиты — 25, рубка- 76   | Палуба — 30, скосы — 51, щиты — 25, рубка — 30 | Палуба — 20…45, рубка — 100       |
| Энергетическая установка, л. с.  | ПМ, 6000                                          | ПМ, 8000                                          | ПМ, 8000                                          | ПМ, 7000                               | ПМ, 17 000                                     | ПМ, 8500                          |
| Запас угля нормальный/полный, т  | 300/500                                           | 380/560                                           | 380/700                                           | 254/523                                | 360/600                                        | /470                              |
| Дальность плавания, морские мили | 3570 на 10 узлах                                  | 3560 на 12 узлах                                  | 4400 на 12 узлах                                  | ?5000 на 10 узлах                      | 3428 на 10 узлах                               | 3200 на 10 узлах                  |
| Проектная скорость, узлов        | 19,5                                              | 21,5                                              | 21,5                                              | 20                                     | 25                                             | 20,5                              |
| Максимальная скорость, узлов     | 20,2                                              | 21,2                                              | 21,5                                              |                                        | 25,6                                           |                                   |

На основе эксплуатации весьма удачных бронепалубных крейсеров II ранга типа «Газелле», немецкие кораблестроители убедились, что их водоизмещения (2700 т) недостаточно для сколь-нибудь удачного совмещения столь противоречивых требований.